# District de Visakhapatnam
Le district de Visakhapatnam (télougou : విశాఖపట్నం జిల్లా) est un district  de l'état de l'Andhra Pradesh.

## Géographie
Au recensement de 2011, sa population était de 4 290 589 habitants pour une superficie de 11 161 km2.
Son chef-lieu est la ville de Visakhapatnam.
Il est divisé en 43 Tehsil.